# Arjan Stockhausen
Arjan Stockhausen (* 1992 in Alfter) ist ein deutscher Künstler, der in Köln lebt und arbeitet. 

## Ausbildung
Stockhausen studierte von 2009 bis 2011 am United World College–USA wechselte 2012 an die Kunstakademie Düsseldorf und war 2015 bis 2017 an der Hochschule für Bildende Künste–Städelschule.

## Werk

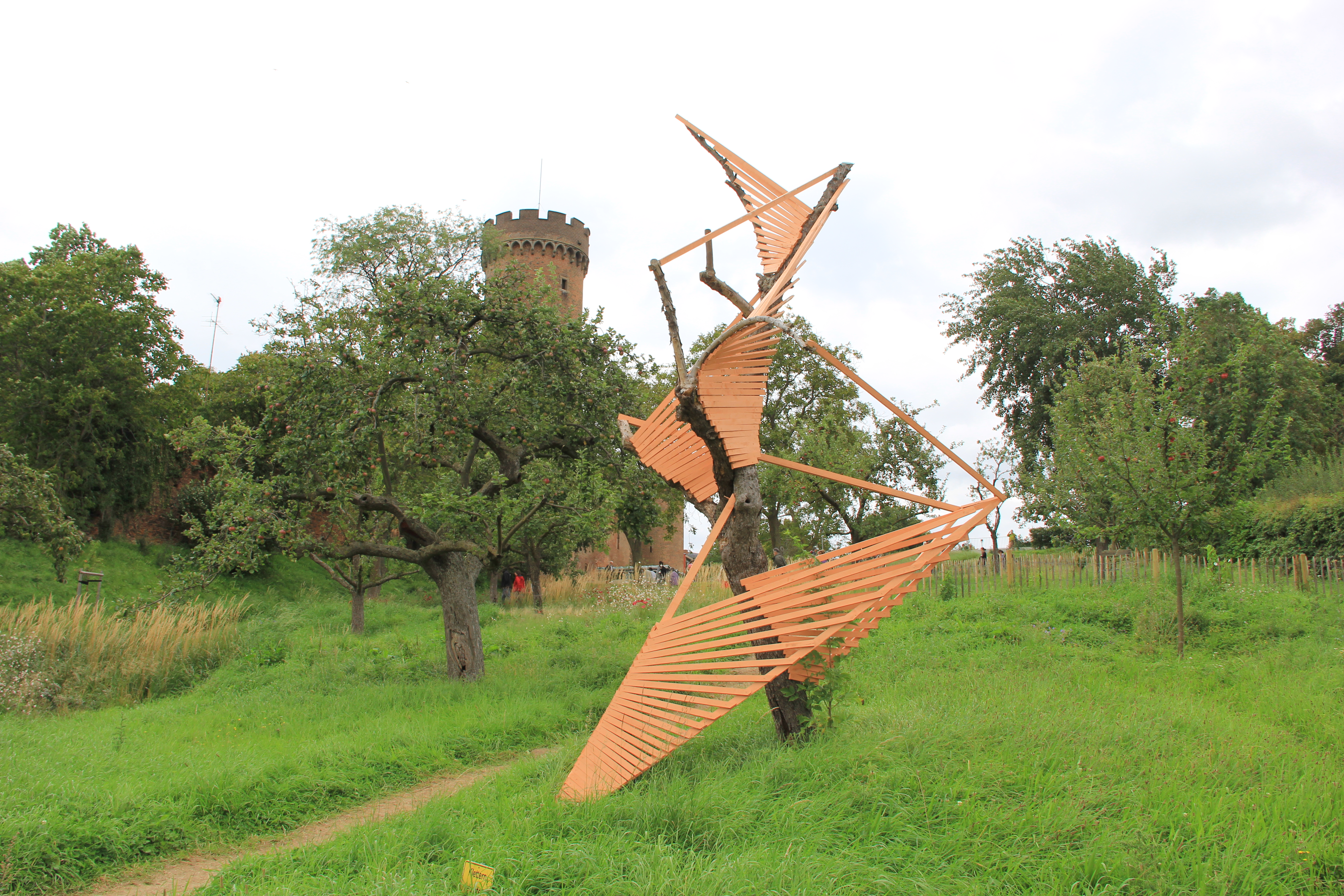
Arjan Stockhausen: Baumskulptur "StockStock" in der Streuobstwiese anlässlich der NRW-Landesgartenschau Zülpich 2014

Sein Werk bewegt sich an der Schnittstelle von Figuration und Abstraktion und umfasst Malerei, Bildhauerei, Soundarbeiten sowie Künstlerbücher. Stockhausen ist bekannt für seine experimentelle Herangehensweise an Sprache und Narration, die er oft mit visuellen Elementen verbindet. Seine Arbeiten wurden in Ausstellungen unter anderem von der Galerie Nagel Draxler präsentiert. Zudem versteht Stockhausen die Rezeption von Kunst als universale Wahrnehmungserfahrung, wie seine Sonderarbeit "Trichter" auf der Art Cologne 2023 gezeigt hat. Des Weiteren veröffentlichte er Künstlerbücher bei Edition Taube sowie eine Edition mit Wolfgang Voigt bei Kompakt.
Stockhausen hatte einen Lehrauftrag für Meditation an der Kunstakademie Düsseldorf und war Gastprofessor für Kunst und Theorie an Chinesische Hochschule der Künste in Hangzhou.

## Familie
Arjan Stockhausen ist Enkel des Komponisten Karlheinz Stockhausen.

## Ausstellungen (Auswahl)
- 2014: Landesgartenschau Zülpich[10]
- 2018: Soundinstallation Architekturbiennale Venedig,  Britischer Pavillon[11][12][13][7]
- 2020: Kölnischer Kunstverein[14]
- 2020: K21 Ständehaus,„In Order of Appearance“[15]
- 2021: Temporary Gallery[7]
- 2023: Art Cologne bei  Galerie Nagel Draxler[9][16]